# Бжостово (Великопольське воєводство)
Бжостово (пол. Brzostowo, нім. Brostowo, 1939-45: Arnshöh) — село в Польщі, у гміні Мястечко-Краєнське Пільського повіту Великопольського воєводства.
Населення — 592 особи (2011).
У 1975-1998 роках село належало до Пільського воєводства.

## Демографія
Демографічна структура станом на 31 березня 2011 року:
|          | Загалом | Допрацездатний вік | Працездатний вік | Постпрацездатний вік |
| -------- | ------- | ------------------ | ---------------- | -------------------- |
| Чоловіки | 302     | 70                 | 203              | 29                   |
| Жінки    | 290     | 62                 | 164              | 64                   |
| Разом    | 592     | 132                | 367              | 93                   |